# U-15 (1936)
| U-15                       | U-15                                                           | U-15                                                           |
| -------------------------- | -------------------------------------------------------------- | -------------------------------------------------------------- |
|                            |                                                                |                                                                |
|                            |                                                                |                                                                |
|                            |                                                                |                                                                |
| Під прапором               | Третій Рейх                                                    | Третій Рейх                                                    |
| Порт приписки              | Вільгельмсгафен                                                | Вільгельмсгафен                                                |
| Спуск на воду              | 15 лютого 1936                                                 | 15 лютого 1936                                                 |
| Виведений зі складу флоту  | 30 січня 1940                                                  | 30 січня 1940                                                  |
| Сучасний статус            | загинув, нещасний випадок                                      | загинув, нещасний випадок                                      |
| Проєкт                     |                                                                |                                                                |
| Тип ПЧ                     | Малий ДПЧ                                                      | Малий ДПЧ                                                      |
| Основні характеристики     |                                                                |                                                                |
| Швидкість (надводна)       | 13 вузлів                                                      | 13 вузлів                                                      |
| Швидкість (підводна)       | 7 вузлів                                                       | 7 вузлів                                                       |
| Гранична глибина занурення | 150 м                                                          | 150 м                                                          |
| Екіпаж                     | 25 осіб                                                        | 25 осіб                                                        |
| Розміри                    |                                                                |                                                                |
| Довжина найбільша (по КВЛ) | 42,7 м                                                         | 42,7 м                                                         |
| Ширина корпусу найб.       | 4,08 м                                                         | 4,08 м                                                         |
| Висота                     | 8,6 м                                                          | 8,6 м                                                          |
| Середня осадка (по КВЛ)    | 3,9 м                                                          | 3,9 м                                                          |
| Водотоннажність надводна   | 279 т                                                          | 279 т                                                          |
| Озброєння                  |                                                                |                                                                |
| Артилерія                  | 1 × 2 cm/65 C/30 (1000 снарядів)                               | 1 × 2 cm/65 C/30 (1000 снарядів)                               |
| Торпедно- мінне озброєння  | 3 TA калібру 533 5 торпед або 18 мін (за іншими даними ТМА 12) | 3 TA калібру 533 5 торпед або 18 мін (за іншими даними ТМА 12) |

U-15 — малий німецький підводний човен типу II-B для прибережних вод, часів Другої світової війни. Заводський номер 250.
Введений в стрій 7 березня 1936 року. З 1 березня 1936 року був приписаний до 1-ї флотилії. Здійснив 5 бойових походів, потопив 3 судна (4532 брт). Потоплений 30 січня 1940 року в Північному морі внаслідок випадкового тарана німецьким есмінцем «Ільтіс». Усі 25 членів екіпажу загинули.

## Командири
- Капітан-лейтенант Вернер фон Шмідт (30 вересня 1935 — 1 жовтня 1937)
- Капітан-лейтенант Ганс Когауш (16 травня — 2 серпня 1936)
- Капітан-лейтенант Гайнц Бухольц (1 жовтня 1937 — 26 серпня 1939)
- Капітан-лейтенант Петер Фрам (27 жовтня 1939 — 30 січня 1940)

## Потоплені кораблі
| Дата            | Тип судна        | Назва судна | Тоннаж | Статус              | Належність      | Примітка | Вантаж            | Координати |
| --------------- | ---------------- | ----------- | ------ | ------------------- | --------------- | -------- | ----------------- | ---------- |
| 10 вересня 1939 | торгове судно    | Goodwood    | 2 796  | підірвалось на міні | Велика Британія |          | вугілля           | AN 5856    |
| 21 жовтня 1939  | торгове судно    | Orsa        | 1 478  | підірвалось на міні | Велика Британія |          | 2 100 тон вугілля | AN 5856    |
| 28 грудня 1939  | торговий траулер | Resercho    | 258    | підірвалось на міні | Велика Британія |          |                   | AN 5856    |